# Wallidan FC
El Wallidan Football Club es un equipo de fútbol de Gambia que participa en la Liga de fútbol de Gambia, la competición de fútbol más importante del país.

## Historia
Fue fundado en el año 1969 en la capital Banjul y es el equipo más exitoso de Gambia, ganado 16 títulos de liga y 23 torneos de copa, participando varias veces en torneos continentales, destacando la Recopa Africana de 1988, donde llegó a los cuartos de final.

## Palmarés
- Liga de fútbol de Gambia: 16

1970, 1971, 1976, 1977, 1979, 1981, 1982, 1985, 1988, 1992, 1995, 2001, 2002, 2004, 2005, 2008
- Copa de Gambia: 24

1971, 1972, 1973, 1974, 1976, 1977, 1978, 1981, 1984, 1986, 1987, 1988, 1992, 1993, 1994, 1998, 1999, 2001, 2002, 2003, 2004, 2008, 2015, 2021

## Participación en competiciones de la CAF
| Temporada | Torneo                            | Ronda            | Club                | Casa  | Visita | Global      |
| --------- | --------------------------------- | ---------------- | ------------------- | ----- | ------ | ----------- |
| 1975      | Recopa Africana                   | 1                | ASC Jeanne d'Arc    | 0-0   | 0-2    | 0-2         |
| 1977      | Recopa Africana                   | 1                | Espoirs Nouakchott  | 1-1   | 0-0    | 1-1 (a)     |
| 1978      | Copa Africana de Clubes Campeones | 1                | ASC Garde Nationale | 2-2   | 1-3    | 3-5         |
| 1979      | Recopa Africana                   | 1                | Espoirs Nouakchott  | 1-0   | 0-1    | 1-1 (5-4 p) |
| 1979      | Recopa Africana                   | 2                | Canon Yaoundé       | 1-2   | 1-0    | 2-2 (a)     |
| 1980      | Copa Africana de Clubes Campeones | 1                | Silures             | 1-1   | 0-1    | 1-2         |
| 1982      | Recopa Africana                   | 1                | Hearts of Oak       | 1-0   | 1-4    | 2-4         |
| 1985      | Recopa Africana                   | 1                | Horoya AC           | 1-0   | 0-2    | 1-2         |
| 1986      | Copa Africana de Clubes Campeones | 1                | Hearts of Oak       | 1-0   | 0-2    | 1-2         |
| 1988      | Recopa Africana                   | Preliminar       | AS Amical Douane    | 3-0   | w.o.1  | 3-0         |
| 1988      | Recopa Africana                   | 1                | KAC Marrakech       | w.o.2 | w.o.2  | w.o.2       |
| 1988      | Recopa Africana                   | 2                | Real Republicans    | 1-0   | 0-0    | 1-0         |
| 1988      | Recopa Africana                   | Cuartos de final | CA Bizertin         | w.o.3 | w.o.3  | w.o.3       |
| 1995      | Recopa Africana                   | 1                | KAC Marrakech       | w.o.2 | w.o.2  | w.o.2       |
| 1995      | Recopa Africana                   | 2                | AS Marsa            | w.o.3 | w.o.3  | w.o.3       |
| 1998      | Liga de Campeones de la CAF       | Preliminar       | AS Douanes          | 0-0   | 0-2    | 0-2         |
| 2000      | Recopa Africana                   | Preliminar       | Mogas 90 FC         | 0-1   | 0-2    | 0-3         |
| 2002      | Liga de Campeones de la CAF       | Preliminar       | Horoya AC           | 3-0   | 1-1    | 4-1         |
| 2002      | Liga de Campeones de la CAF       | 1                | Raja Casablanca     | 1-3   | 1-2    | 2-5         |
| 2003      | Liga de Campeones de la CAF       | Preliminar       | Dragons             | 1-0   | 0-0    | 1-0         |
| 2003      | Liga de Campeones de la CAF       | 1                | USM Alger           | 2-1   | 0-2    | 2-3         |
| 2004      | Copa Confederación de la CAF      | 1                | Club Africain       | 1-1   | 0-0    | 1-1 (a)     |
| 2005      | Liga de Campeones de la CAF       | Preliminar       | Asante Kotoko       | dq3   | dq3    | dq3         |
| 2006      | Liga de Campeones de la CAF       | Preliminar       | Hearts of Oak       | w.o.3 | w.o.3  | w.o.3       |
| 2009      | Liga de Campeones de la CAF       | Preliminar       | Ittihad Khemisset   | w.o.3 | w.o.3  | w.o.3       |
| 2016      | Copa Confederación de la CAF      | Preliminar       | MC Oran             | w.o.3 | w.o.3  | w.o.3       |

1- El partido de vuelta no se jugó.

2- KAC Marrakech abandonó el torneo.

3- Wallidan abandonó el torneo.

4- Wallidan fue descalificado por la Federación de Fútbol de Gambia.

## Jugadores

### Jugadores destacados
| - Kebba Bah - Momodou Ceesay - Yankuba Ceesay - Abdourahman Conateh - Lamin Conateh - Joseph Gómez | - Ousman Jallow - Modou Ngum - Momodu Njie - Ansumana Samateh - Ebrima Sohna |